# Daïra de Bouteldja
La daïra de Bouteldja est une circonscription administrative algérienne située dans la wilaya d'El Tarf. Son chef-lieu est situé sur la commune éponyme de Bouteldja.
La daïra regroupe les deux communes de Bouteldja, Lac des Oiseaux et Chefia.